# 1898 v hudbě
Tento článek obsahuje události související s hudbou, které proběhly v roce 1898.

## Symfonie
- Symfonie č. 3 e moll, op. 53 (Zdeněk Fibich)

## Opery
- Štěstí (Rudolph von Procházka)
- Satanela (Josef Richard Rozkošný)
- Psohlavci (Karel Kovařovic)

## Narození
- 3. února – Lil Hardin Armstrong, americká zpěvačka a klavíristka († 27. srpna 1971)
- 12. února – Roy Harris, americký hudební skladatel († 1. října 1979)
- 14. května – Zutty Singleton, americký jazzový bubeník († 14. července 1975)
- 17. května – Antonín Modr, český hudební vědec a skladatel († 22. dubna 1983)
- 21. května – Karel Hába, český hudební skladatel, sbormistr, violista a pedagog († 21. listopadu 1972)
- 28. května – Andy Kirk, americký jazzový saxofonista a tubista († 11. prosince 1992)
- 5. července – Metoděj Prajka, lidový muzikant, hudební skladatel a kapelník († 7. února 1962)
- 26. září – George Gershwin, americký hudební skladatel († 11. července 1937)
- 1. prosince – Jan Plichta, český violista, dirigent a hudební pedagog († 24. října 1969)
- 8. prosince – František Hradil, český hudební skladatel, kritik, pedagog a publicista († 29. srpna 1980)
- 11. prosince – František Škvor, český dirigent a hudební skladatel († 21. května 1970)
- 24. prosince – Baby Dodds, americký jazzový bubeník († 14. února 1959)

## Úmrtí
- 4. ledna – František Pivoda, moravský učitel zpěvu a hudební kritik (* 19. října 1824)
- 22. ledna – Wilhelm Mayer, český právník, hudební skladatel a pedagog (* 10. června 1831)
- 16. března – Josef Lev, český operní pěvec, hudební skladatel a pedagog (* 1. května 1832)